# Vlag van Oldekerk, Faan en Niekerk

Vlag van Oldekerk, Faan en Niekerk

De vlag van Oldekerk, Faan en Niekerk werd in 2008 door het Nederlandse dorpen Oldekerk, Faan, Niekerk in gebruik genomen.

## Beschrijving
De beschrijving van de vlag zou als volgt gegeven kunnen worden: 
Drie evenhoge banen van rood, blauw en geel met op het midden, ter hoogte van drie banen, het gemeentewapen.

## Verklaring
De kleuren rood, blauw en geel zijn terug te vinden op het wapen van Oldekerk. Hierin werden de elementen van de drie dorpen in de gemeente Oldekerk opgenomen, te weten: Oldekerk, Niekerk en Faan. Voor Oldekerk werd de kerk opgenomen die tot 1623 heeft bestaan. Er is hierbij gebruikgemaakt van een willekeurige afbeelding van de kerk, omdat van de betreffende kerk geen afbeeldingen bekend zijn. De adelaar is afkomstig van het wapen van de familie Aldringa, die in de Aldringaheerd te Niekerk woonden. Tot slot wordt Faan vertegenwoordigd door het wapen van de familie Millingha.

## Afbeeldingen

Wapen van Oldekerk
Vlag van Oldekerk (1967-1990)

Bierum
· Boerakker-Lucaswolde
· Bourtange
· De Wilp
· Drieborg
· Eenum
· Farmsum
· Garrelsweer
· Hellum
· Jonkersvaart
· Kiel-Windeweer
· Leens
· Leermens
· Losdorp
· Marum
· Middelstum
· Noordlaren
· Nuis-Niebert
· Oldekerk, Faan en Niekerk
· Onstwedde
· Schildwolde
· Spijk
· Stedum
· Wehe-den Hoorn
· 't Zandt
· Zevenhuizen
· Zijldijk